# Ranasinghe Premadasa

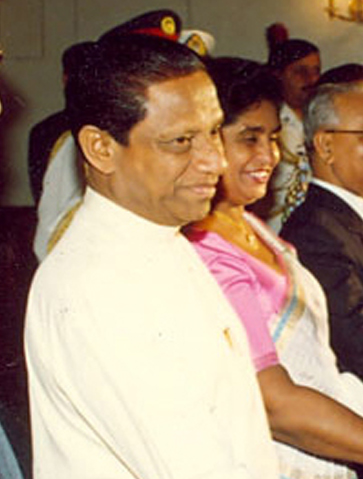
Ranasinghe Premadasa bei einem Besuch in Bangladesch 1992

Ranasinghe Premadasa (singhalesisch රණසිංහ ප්‍රේමදාස, Tamil ரணசிங்க பிரேமதாசா; * 23. Juni 1924 in Colombo; † 1. Mai 1993 ebenda) war ein sri-lankischer Politiker (UNP). Von 1978 bis 1989 war er Premierminister unter Junius Richard Jayewardene und von 1989 bis zu seiner Ermordung 1993 schließlich Präsident von Sri Lanka.

## Leben
Premadasa wuchs in ärmlichen Verhältnissen in Colombo auf und bildete sich erst im Laufe seiner politischen Karriere durch den zweiten Bildungsweg. Seine Grundbildung erhielt er bei buddhistischen Mönchen und besuchte danach das St. Joseph’s College, eine katholische Bildungseinrichtung in Colombo. Er wurde frühzeitig politisch aktiv und schloss sich der Ceylon Labour Party an, für die er 1950 in den Stadtrat von Colombo gewählt wurde. 1955 wurde er stellvertretender Oberbürgermeister von Colombo, im Jahr darauf trat er der United National Party (UNP) bei. Von 1960 bis 1965 war er Oberbürgermeister in Colombo.
Unter der Regierung von Premierminister Dudley Shelton Senanayake (UNP) fungierte Premadasa von 1965 bis 1970 als Verkehrs- und Bauminister. In der Oppositionszeit der UNP 1970 bis 1977 nahm er verschiedene Sprecherfunktionen in der UNP-Fraktion ein, bis er nach dem Sieg bei der Parlamentswahl 1977 deren Vorsitz übernahm. Nach der Wahl J. R. Jayewardenes zum Staatspräsidenten im Februar 1978 ernannte dieser Premadasa zum Premierminister. Infolge der zuvor beschlossenen Verfassungsänderung war der Einfluss des Regierungschefs im Vergleich zum Staatsoberhaupt aber eingeschränkt. Premadasa blieb während der gesamten Präsidentschaft Jayawardenes (1978–1989) im Amt des Premierministers.
Nach Ablauf der zweiten Amtszeit Jayawardenes, der nach zwei Amtsperioden nicht mehr kandidieren konnte, setzte sich Premadasa bei der Präsidentschaftswahl am 20. Dezember 1988 mit 50,4 Prozent der Stimmen gegen Sirimavo Bandaranaike von der SLFP durch und trat am 2. Januar 1989 sein Amt als Staatspräsident an. Er übernahm von Jayawardene auch den Parteivorsitz der UNP. Er ernannte danach Dingiri Banda Wijetunga zum neuen Premierminister. Es gelang Premadasa schnell, die indischen Besatzungstruppen im Tamilengebiet zum Abzug zu bewegen, der von April 1989 bis März 1990 erfolgte. 
Gleichzeitig setzte er 1989 bis 1990 die Zerschlagung der marxistischen JVP durch, die einen Terror-Aufstand gegen die UNP-Regierung begonnen hatte. Während dieses schmutzigen Krieges, den die Armee gegen die JVP und ihre Anhänger und Sympathisanten führte, wurden Tausende getötet und verschwanden. Der Waffenstillstand mit den Liberation Tigers of Tamil Eelam (LTTE) von 1990 hielt dagegen nicht einmal ein Jahr. Der Bürgerkrieg wurde mit aller Härte fortgesetzt bis zum 1. Mai 1993, als Premadasa auf dem Weg zu einer Kundgebung am Tag der Arbeit in Colombo von einem Selbstmordattentäter der LTTE ermordet wurde.
Nach seinem Tod wurde Wijetunga zum neuen Präsidenten ernannt und Handelsminister Ranil Wickremesinghe wurde Premierminister, bis beide 1994 abgewählt wurden.

## Privates
Ranasinghe Premadasa war mit Hema Premadasa verheiratet. Aus der Ehe gingen ein Sohn und eine Tochter hervor. Der Sohn Sajith Premadasa wurde nach dem Tod seines Vaters ebenfalls in der UNP politisch aktiv.
Anfang Mai 1993 starb Premadasa über einen Monat vor seinem 69. Geburtstag.